# 上岭桥镇
上岭桥镇，是中华人民共和国湖南省永州市冷水滩区下辖的一个乡镇级行政单位。2015年11月16日，上岭桥镇与竹山桥镇成建制合并设立上岭桥镇。

## 行政区划
上岭桥镇下辖以下地区：
曲河村、小岭村、八宝岭村、马路街村、礼塘村、龙塘村、桐木井村、竹塘村、官冲村、港子口村、竹山村、卫东村、堰井村、茯塘村、剌木冲村、上司亭村、瓦子塘村、枫木塘村、芹菜塘村、龙庆塘村、石江桥村、大坪塘村、阳山观村、湾里村、华里村、东村、岭塘村、双水村、仁湾村和三角塘村。